# Ina-Marie Timmermann
Ina-Marie Timmermann (* 13. April 2002 in Oldenburg) ist eine deutsche Fußballspielerin. Seit dem 1. Juli 2024 ist sie Vertragsspielerin des FC Ingolstadt 04.

## Karriere

### Vereine
Timmermann begann beim VfL Stenum in der Gemeinde Ganderkesee als einziges Mädchen in der D-Jugend mit dem Fußballspielen. Von 2017 bis 2019 spielte sie für Werder Bremen in der Staffel Nord/Nordost der B-Juniorinnen-Bundesliga und erzielte sechs Tore in 29 Punktspielen. Während ihrer letzten Saison kam sie viermal für die zweite Mannschaft von Werder Bremen in der drittklassigen Regionalliga Nord zum Einsatz und hatte damit Anteil an der regional errungenen Meisterschaft; ihr Verein nahm jedoch nicht an der Aufstiegsrunde zur 2. Bundesliga teil, da die erste Mannschaft aus der höchsten Spielklasse in diese absteigen musste. Ihr Debüt im Seniorinnenbereich gab sie am 7. April 2019 (17. Spieltag) beim 4:2-Sieg im Heimspiel gegen den SV Henstedt-Ulzburg mit Einwechslung für Lea Bultmann ab der 79. Minute. In der Folgesaison wurde sie bereits in elf Punktspielen eingesetzt, in denen ihr zwei Tore gelangen. Ihr Tordebüt im Seniorinnenbereich gelang ihr zum Saisonauftakt am 8. September 2019 bei der 3:4-Niederlage im Heimspiel gegen den TV Jahn Delmenhorst mit dem Treffer zum 3:3-Ausgleich in der 85. Minute. Ihre letzten vier Punktspiele, in denen sie drei Tore erzielte, bestritt sie in der Saison 2021/22, als sie – bereits seit der Saison 2020/21 – dem Kader der Bundesligamannschaft angehörte. Für diese kam sie erstmals am 22. September 2019 (5. Spieltag) beim 2:1-Sieg im Auswärtsspiel gegen den SV Meppen in der 2. Bundesliga zum Einsatz. In der Bundesliga wurde sie im Zeitraum vom 6. September 2020 (1. Spieltag) bis zum 15. Mai 2022 (22. Spieltag) in insgesamt 31 Punktspielen eingesetzt.
Mit ihrem am Gymnasium Ganderkesee, nahe ihrem seinerzeitigen Wohnort Bremen, erworbenen Abitur, strebte sie ein Studium in den Vereinigten Staaten an. Am 13. Juni 2022 wurde sie an der Keiser University in Fort Lauderdale in das Sport-Team, die Keiser Seahawks aufgenommen. In der Sun Conference, unter dem Dachverband National Association of Intercollegiate Athletics für Hochschulsport, bestritt sie in ihren zwei Spielzeiten insgesamt 34 Meisterschaftsspiele, in denen sie drei Tore erzielte.
Seit Anfang des Jahres 2024 in Deutschland zurück, bestritt sie seit Februar sieben Punktspiele für die zweite Mannschaft des FC Bayern München in der 2. Bundesliga.
Zur Saison 2024/25 wurde sie vom Zweitligisten FC Ingolstadt 04 als Verstärkung in der Abwehr verpflichtet.

### Auswahlmannschaft
Als Spielerin der Auswahlmannschaft des Niedersächsischen Fußballverbandes der Altersklassen U14 (2015 und 2016) und U16 (2017 und 2018) bestritt sie sechs und acht Spiele im Turnier um den DFB-Länderpokal an der Sportschule Wedau in Duisburg. Des Weiteren kam sie auch für die Auswahlmannschaft des Bremer Fußball-Verbandes vom 3. bis 6. Oktober 2019 in vier Spielen zum Einsatz.

## Erfolge
- Meister Regionalliga Nord 2019